# C파이썬
C파이썬(CPython)은 파이썬 프로그래밍 언어의 참조 구현체이다. C와 파이썬으로 작성된 C파이썬은 이 언어에 가장 널리 사용되는 기본 구현체이다.
C파이썬은 인터프리트 과정 이전에 파이썬 코드를 바이트코드로 컴파일하기 때문에 인터프리터이고 컴파일러이다. C를 포함한 여러 언어의 외부 함수 인터페이스를 보유하고 있으며 여기서 파이썬 외의 언어로 바인딩을 명시적으로 작성해야 한다.

## 배포
다음의 플랫폼들을 지원한다:
유닉스 계열
- AIX
- BSD
- 다윈
- FreeBSD
- HP-UX
- 일루모스
- 리눅스
- macOS
- NetBSD
- OpenBSD
- 플랜 9
- 솔라리스
- Tru64

특수 및 임베디드
- iOS
- 안드로이드
- 블랙베리 10
- GP2X
- 아이팟리눅스
- 닌텐도 DS
- 닌텐도 게임큐브
- 심비안 OS 시리즈60
- 노키아 770 인터넷 태블릿
- 노키아 N800
- 노키아 N810
- 노키아 N900
- Openmoko
- 팜 OS
- 플레이스테이션 2
- 플레이스테이션 3 (FreeBSD)
- Psion
- QNX
- Sharp Zaurus
- 엑스박스/코디 (소프트웨어)
- VxWorks

기타
- AROS
- OS/390
- 윈도우 XP 이상
- Z/OS

PEP 11은 파이썬 소프트웨어 재단의해 C파이썬에서 지원되지 않는 플랫폼을 나열하고 있다. 다음 플랫폼들은 외부 포팅을 통해 여전히 지원된다. 이 포팅은 다음을 포함한다:
- AtheOS (다음 버전 이후부터 미지원: 2.6)
- BeOS (다음 버전 이후부터 미지원: 2.6)
- 도스 (다음 버전 이후부터 미지원: 2.0)
- IRIX 4 (다음 버전 이후부터 미지원: 2.3)
- IRIX 5 and later (다음 버전 이후부터 미지원: 3.2, 3.7)[4]
- 맥 OS 9 (다음 버전 이후부터 미지원: 2.4)
- 미닉스 (다음 버전 이후부터 미지원: 2.3)
- VMS (다음 버전 이후부터 미지원: 3.3)
- OS/2 (다음 버전 이후부터 미지원: 3.3)
- RISC OS (다음 버전 이후부터 미지원: 3.0)
- 윈도우 2000 (다음 버전 이후부터 미지원: 3.3)
- 윈도우 3.x (다음 버전 이후부터 미지원: 2.0)
- 윈도우 9x (다음 버전 이후부터 미지원: 2.6)
- 윈도우 NT 4.0 (다음 버전 이후부터 미지원: 2.6)